# Christian Dubé
Christian Dubé (* 25. April 1977 in Sherbrooke, Québec) ist ein ehemaliger kanadischer Eishockeyspieler. Zuletzt spielte er von 2011 bis 2015 bei Fribourg-Gottéron in der Schweizer National League A, wo er anschließend als Sportchef und Trainer agierte. In der National Hockey League bestritt er 36 Partien für die New York Rangers. Sein Vater Norm spielte ebenfalls in der National Hockey League.

## Spielerlaufbahn
Beim NHL Entry Draft 1995 wurde Christian Dubé in der zweiten Runde als Nummer 39 von den New York Rangers ausgewählt.
Christian Dubé spielte vier Saisons in der Ligue de hockey junior majeur du Québec, wo er herausragende Scorerwerte erreichte. Dies bescherte ihm eine Nominierung für die kanadische Juniorennationalmannschaft, mit welcher er, unter anderem zusammen mit Daniel Brière, 1997 Junioren-Weltmeister wurde. In der National Hockey League blieb ihm der Durchbruch verwehrt. Er kam insgesamt auf 36 NHL-Spiele.
Im Alter von 21 Jahren wechselte Christian Dubé in die Schweizer Nationalliga A zum HC Lugano. In den Jahren 2000 und 2001 verlor er, zweimal den Final mit seinem Team gegen die ZSC Lions. Auf die Saison 2002/03 sicherte sich der SC Bern die Dienste des Kanadiers. Der Transfer sorgte für großes Aufsehen, da er schon relativ früh in der Presse publik gemacht wurde und er zu einem der bestbezahlten Eishockeyspielern der Schweiz wurde. In Bern wurde Dubé schnell zum absoluten Führungsspieler und war in einigen Saisons der beste Scorer seines Teams. Sein Vertrag lief bis zum Ende der Saison 2010/11, die Option zur Verlängerung wurde allerdings nicht gezogen, und Dubé einigte sich mit dem SC Bern auf einen Abgang zum Saisonende 2010/11. In Bern holte er vier Qualifikationssiege, wurde einmal Vizemeister 2006/07 und gewann in der Saison 2003/04 und 2009/10 den Meistertitel.
Von 2011 bis 2015 spielte er für Fribourg-Gottéron. 

## Trainerlaufbahn
Ab März 2015 war Dubé Sportchef bei Fribourg-Gottéron und von Oktober 2019 bis Mai 2024 Trainer und Sportchef als Doppelmandat. Im Mai 2024 wurde die Zusammenarbeit beendet.

## Erfolge und Auszeichnungen
| - 1994 LHJMQ All-Rookie Team - 1994 Trophée Michel Bergeron - 1996 Trophée Michel Brière - 1996 CHL First All-Star Team - 1996 CHL Player of the Year - 1996 Trophée Paul Dumont - 1996 Trophée Frank J. Selke | - 1997 Coupe-du-Président-Gewinn mit den Hull Olympiques - 1997 Memorial-Cup-Gewinn mit den Hull Olympiques - 1997 Memorial Cup All-Star Team - 1997 Ed Chynoweth Trophy - 1997 Stafford Smythe Memorial Trophy - 2004 Schweizer Meister mit dem SC Bern - 2010 Schweizer Meister mit dem SC Bern |

### International
- 1996 Goldmedaille bei der U20-Junioren-Weltmeisterschaft
- 1997 Goldmedaille bei der U20-Junioren-Weltmeisterschaft
- 1997 All-Star-Team der U20-Junioren-Weltmeisterschaft

## Karrierestatistik

### International
Vertrat Kanada bei:
| - U20-Junioren-Weltmeisterschaft 1996 - U20-Junioren-Weltmeisterschaft 1997 |

(Legende zur Spielerstatistik: Sp oder GP = absolvierte Spiele; T oder G = erzielte Tore; V oder A = erzielte Assists; Pkt oder Pts = erzielte Scorerpunkte; SM oder PIM = erhaltene Strafminuten; +/− = Plus/Minus-Bilanz; PP = erzielte Überzahltore; SH = erzielte Unterzahltore; GW = erzielte Siegtore; 1 Play-downs/Relegation; Kursiv: Statistik nicht vollständig)